# Прилуцька телевежа
Прилуцька телевежа — телекомунікаційна вежа заввишки 203 м, споруджена у 1974 році в селі Білещина Прилуцького району Чернігівської області.

## Характеристика
Висота вежі становить 203 м. Висота над рівнем моря — 120 м. Радіус потужності покриття радіосигналом становить 60 км. Прорахунок для DVB-T2 — 210 м.